# Tempête FC
Tempête Football Club – haitański klub piłkarski z siedzibą w Saint-Marc.

## Osiągnięcia
- Mistrz Haiti : 1993
- Puchar Haiti (4) : 1976, 1988, 1989, 2005.